# Blue Yodeling
Als Blue Yodeling (englisch, sinngemäß ‚schwermütiges Jodeln‘) wird ein Musikstil bezeichnet, der im Wesentlichen aus einer Verbindung von Elementen des Blues und der Old-Time Music besteht, die mit charakteristischen Jodlern angereichert ist. Zunächst teilweise auch als Yodeling Blues bezeichnet, erreichte er seine größte Popularität während der 1920er und 1930er Jahre in den USA, Kanada und Australien.
Die Bezeichnung geht auf den Songtitel Blue Yodel zurück, unter dem der US-amerikanische Sänger Jimmie Rodgers insgesamt zwölf durchnummerierte Lieder veröffentlichte, die wegweisend für die Entwicklung der frühen Country-Musik waren. Neben Rodgers waren auch der spätere „Singende Cowboy“ Gene Autry sowie die Honky-Tonk-Musiker Ernest Tubb und Hank Snow herausragende Vertreter des Genres.

## Geschichte

### Die Anfänge

#### Jodeln in den USA
Das Jodeln scheint in Europa eine alpenländische Tradition zu sein. Es ist jedoch in Großstädten wie Wien seit etwa 1830 als Unterhaltungseinlage in den Vorstadttheatern und Singspielhallen populär geworden und wurde erst im Anschluss daran von gastierenden Künstlern aufs Land gebracht. Verschiedene Einwanderergruppen brachten es so auch als scheinbar traditionelles Identifikationsmerkmal in die USA. Ein erstes Aufeinandertreffen mit anglo-amerikanischen Musizierweisen soll schon im frühen 19. Jahrhundert stattgefunden haben, als in den Vorgebirgen der Appalachen britische und irische Siedler auf deutschsprachige Einwanderer trafen. In Emma Bell Miles’ (1879–1919) 1905 erschienener Essay-Sammlung The Spirit of the Mountains, in der sie das Leben in den südlichen Appalachen beschreibt, wird das Jodeln an mehreren Stellen erwähnt, etwa bei der Beschreibung des Unterschieds zwischen Männern und Frauen: “His first songs are yodels. Then he learns dance tunes, and songs of hunting and fighting and drinking, …”
Ausgelöst durch erfolgreiche Gastspiele österreichischer und Schweizer Künstler, die sich etwa „Tyrolese Minstrels“ oder „Alpine Minstrels“ nannten, kann seit den 1830er Jahren ein stetiger Anstieg der Popularität nachgewiesen werden. Oftmals wurden Auftritte von Jodlern als besondere Kuriosität beworben. Der als „Yodeling Minstrel“ bekannte Tom Christian trat um 1847 erstmals öffentlich auf; erste Tonaufnahmen eines Jodlers machte 1892 L.W. Lipp. 1905 spielte der Schweizer Tenor Arnold Inauen für Columbia Records erste kommerzielle Schallplatten-Aufnahmen ein, allerdings noch im alpenländischen Stil.
Parallel dazu entwickelte sich im Umfeld von umherziehenden Minstrel- und Vaudeville-Shows ein besonders auch von Afroamerikanern getragener Jodelstil, der stark von Elementen des Blues, insbesondere des sogenannten Delta Blues und des Jazz-Vorläufers Ragtime beeinflusst war. Herausragende Vertreter waren Monroe Tabor („The Yodeling Bell Boy“), Beulah Henderson („America’s Only Colored Lady Yodeler“) oder Charles Anderson („The Yodeler Blues Singer“). Die Historiker Lynn Abbott und Doug Seroff haben in grundlegender Forschung den Einfluss afroamerikanischer Künstler und Traditionen in diesem Bereich nachgewiesen. Dieser Einfluss soll unter anderem in typischen unartikulierten Rufen mit gleichzeitigem Brechen der Stimme liegen, den Field Hollers, aus denen sich das sogenannte „Black Falsetto“ entwickelt hat. Der Begriff Falsetto bezeichnet dabei die Falsettstimme. Der texanische Country-Traditionalist und passionierte Jodler Don Walser hat später mit seinem Dixie Blues diesem Vermächtnis eine Hommage erwiesen.
Die „Blue-Yodel-Syntax“, die Verknüpfung von Blues und Jodeln, tauchte erstmals 1923 in dem von Clarence Williams komponierten gleichnamigen Lied auf, das zunächst von Williams’ Ehefrau Eva Taylor gemeinsam mit Sara Martin aufgenommen wurde, später im gleichen Jahr von Bessie Smith. Im Text heißt es unter anderem “I’m gonna yodel my blues away”, jedoch wird in beiden Aufnahmen das Jodeln nur angedeutet.
Bekannte Interpreten dieses sich neu entwickelnden Stils waren der weiße Vaudeville-Künstler George P. Watson und sein Kollege Emmett Miller. Letzterer war einer der bekanntesten Blackface-Künstler seiner Zeit, d. h. er trat als Schwarzer geschminkt auf. 1925 nahm er eine der ersten Versionen des Lovesick Blues auf und tourte erfolgreich mit Minstrel-Shows durchs Land, beworben als „famous yodeling blues singer“. Er war bekannt für das Brechen der Stimme innerhalb der Worte und Langziehen einzelner Laute, was damals auch Trick Singing genannt wurde. Watson nahm 1895 erstmals Jodellieder auf Wachszylinder auf. Das von ihm populär gemachte Sleep, Baby, Sleep, 1911 in deutscher und englischer Sprache aufgenommen, wurde ein Klassiker der amerikanischen Jodelmusik, nicht zuletzt weil der als „Vater“ der Country-Musik verehrte Jimmie Rodgers es im August 1927 bei seiner ersten Aufnahme-Session verwendete. Dieses Lied kann als Dreh- und Angelpunkt des amerikanischen Jodelns betrachtet werden: 1896 von S. A. Emery komponiert, wurde es vor 1927 bereits mehr als ein Dutzend Mal eingespielt, unter anderem von verschiedenen Old-Time-Bands.
Milton Brown, einer der Pioniere des Western Swing, gründete 1927 mit zwei Freunden seine erste Band: The Three Yodeliers. Das Repertoire bestand zum Großteil aus Barbershop und zeitgenössischen Pop-Songs, jedoch auch einigen Jodelliedern, darunter etwa Emmett Millers I Ain’t Got Nobody. Je weiter sich Browns persönlicher Stil in Richtung des Jazz verschob, desto weniger widmete er sich dem Jodeln.
Im Hinblick auf die 1920er und frühen 1930er Jahre unterscheidet der Musikjournalist Nick Tosches verschiedene Jodelstile, darunter den „archaischen Jodler des 19. Jahrhunderts“, den Minstrel-Show Yodel, den er „Fake Blue Yodel“ nennt und als „Schweizer Jodler mit schwarzen Inhalten“ kennzeichnet, sowie den Pop-Country Yodel, wie ihn Jimmy Long in Yodel Your Troubles Away (1929) verwendete.
Als exemplarisch für die Entwicklung des Jodelns kann das „Erweckungserlebnis“ von Wilf Carter gelten. Um 1915, als er ungefähr zehn Jahre alt war, sah er auf einem Viehtrieb einen Schweizer Jodler, der als zusätzliche Attraktion bei einer Aufführung von Onkel Toms Hütte auftrat und sich „The Yodeling Fool“ nannte. Hier war noch deutlich der Charakter der Jodel-Darbietung als Neuheit und Kuriosität zu erkennen, die mit dem Thema der eigentlichen Vorführung nicht so recht zusammenpasste. Gleichzeitig aber deutete sich die beginnende Transformation an, die es in den umherziehenden Shows erfahren würde.

#### „White Country Blues“
Gleichzeitig nahm auch unter weißen Künstlern aus dem Bereich Old-Time-Music die Tendenz zu, afroamerikanische Einflüsse wie Blues oder Jazz aufzugreifen. Der junge Bob Wills entwickelte unter diesen Einflüssen den Western Swing, andere konzentrierten sich eher auf das Blues-Element und prägten damit einen Stil, den man heute als White Country Blues bezeichnet. Meist war auch hier der Einfluss des Vaudeville deutlich erkennbar. Herausragende Vertreter sind etwa die Allen Brothers, Frank Hutchison, Dock Boggs oder Tom Darby. Ihre Musik kann als Bindeglied zwischen Blues und Hillbilly bzw. Old-Time-Music angesehen werden, zeigt aber auch, wie eng verwandt beide Stile damals waren.
Einige Autoren haben in diesem Zusammenhang die grundsätzliche Frage nach den Beweggründen aufgeworfen, die weiße Musiker dazu veranlasst haben, überhaupt Elemente afroamerikanischer Musik aufzugreifen, zumal im rassistischen Klima, das Anfang des 20. Jahrhunderts in den Südstaaten herrschte. Dabei spielte zunächst eine Rolle, dass es etwas Neues war. Wichtiger waren jedoch die Möglichkeiten, die dadurch eröffnet wurden. Zum einen wurde stilistisch ein Ausbrechen aus eingefahrenen Bahnen ermöglicht, die sich vielfach noch in Schemata des 19. Jahrhunderts bewegten, etwa der erzählerischen Ballade. Die Inkorporation des Blues in ihre Musik war für viele weiße Musiker außerdem eine „Befreiung“ von den Klischees und Zwängen der damaligen „Country“-Musik, er gestattete ihnen, inhaltlich in Bereiche vorzudringen, die bisher tabu gewesen waren, „abseits von weiß getünchten Hütten und grauhaarigen Müttern“. Außerdem kann davon ausgegangen werden, dass ihnen diese Art von Musik einfach gefallen hat und sie ihren ursprünglichen Interpreten hohe Wertschätzung entgegenbrachten.

### Jimmie Rodgers: Amerikas „Blue Yodeler“
Im Bereich der damals sogenannten Hillbilly- bzw. Old-Time Music wurde man erstmals 1924 auf das Jodeln aufmerksam, als Riley Puckett, der später als Mitglied der Skillet Lickers das junge Genre mitprägte, den Titel Rock All Our Babies to Sleep mit einer Jodel-Einlage aufnahm. Im September 1925 nahm Puckett auch noch Sleep, Baby, Sleep auf, nahm in der Folgezeit jedoch wieder Abstand vom Jodeln.

#### Der Wendepunkt: „T For Texas“
Zum endgültigen Durchbruch kam es jedoch erst im Februar 1928, als der ehemalige Eisenbahner Jimmie Rodgers mit seinem ersten großen Hit T For Texas (Blue Yodel) einen regelrechten Jodel-Boom auslöste und zahlreiche Künstler begannen, seinen Stil bis ins kleinste Detail zu kopieren.
Rodgers war in Mississippi aufgewachsen, der Wiege des Blues. Bereits als Jugendlicher wollte er professioneller Sänger werden, sein Vater überredete ihn jedoch, einen „ordentlichen“ Job bei der Eisenbahn anzunehmen, wo er selbst auch arbeitete. Nachdem Rodgers seinen Job bei der Eisenbahn aufgrund seiner Tuberkulose-Erkrankung hatte aufgeben müssen, erfüllte er sich seinen Traum von einer Karriere als Musiker, spielte in Stringbands, zog mit Vaudeville-Shows durch die Südstaaten und trat auch als Blackface-Künstler auf. Während dieser Zeit wurde er auf den Produzenten Ralph Peer aufmerksam, der auf der Suche nach Musik im traditionellen Mountain- bzw. Old-Time-Stil war und in Bristol, Tennessee Probeaufnahmen veranstaltete.
Am 4. August 1927 machte Rodgers seine ersten Aufnahmen für Peer, nachdem er sich in der Nacht zuvor mit seiner Begleitband, den Jimmie Rodgers Entertainers, überworfen hatte. Neben Sleep, Baby, Sleep nahm er noch die Ballade The Soldier’s Sweetheart auf, die keine Jodler enthält. Interessant ist hier vor allem, dass sich sein Jodel-Stil bei Sleep, Baby, Sleep noch eher an George P. Watson orientierte und sich grundlegend vom späteren Blue Yodel unterscheidet. Beide Titel verkauften sich nur mit mäßigem Erfolg, dies sollte sich jedoch mit T For Texas ändern.
Dabei war T For Texas zunächst kaum mehr als eine Verlegenheitslösung gewesen. Da Rodgers nicht genug der von Peer gewünschten „hinterwäldlerischen“ Stücke für seine zweite Aufnahme-Session am 30. November 1927 vorbereitet hatte, entschloss dieser sich widerstrebend, einen von Rodgers’ „Blues Songs“ als Lückenfüller zu verwenden. Rodgers selbst hatte das Lied T For Texas genannt, veröffentlicht wurde es jedoch unter dem Titel Blue Yodel. Es sollte ein überwältigender Erfolg werden und verkaufte sich über eine Million Mal. Außerdem zog es elf weitere Blue Yodels nach sich, sowie Jimmie Rodger’s Last Blue Yodel, der erst nach seinem Tod 1933 veröffentlicht wurde.
In der Folgezeit entwickelte sich Rodgers zum ersten „Superstar“ der Country-Musik, seine Platten erreichten bis dahin ungeahnte Verkaufszahlen. Insgesamt nahm er bis zu seinem Tod 113 Lieder auf, davon nur eine Handvoll ohne Jodler. Insgesamt 13 (incl. Last Blue Yodel) tragen den Titel Blue Yodel No. x, weitere 25 können als „Blues“ bezeichnet werden. Rodgers hat jedoch nicht nur solche Blues-Nummern aufgenommen. Neben sentimentalen Balladen wie Daddy and Home oder My Old Pal, beide aus dem Jahr 1928, umfasste sein Repertoire auch einige Cowboy-Titel. Dabei verknüpfte er als erster diese Thematik mit dem Jodeln.
Insgesamt werden die Bristol-Sessions als Wendepunkt in der Entwicklung der Country-Musik gesehen, sie orientierten sich weg von den althergebrachten Stringbands der Appalachen-Tradition zu einem eher Blues-inspirierten Stil.

#### Einflüsse
Jimmie Rodgers steht als „Vaterfigur“ am Anfang des Blue Yodeling als Massenphänomen. Alle großen Vertreter des Genres berufen sich auf ihn. Deshalb ist über Rodgers’ eigene Einflüsse viel spekuliert worden. Zwar hatte es schon vor ihm erfolgreiche Jodler gegeben. Auch hatten bereits vor ihm weiße Künstler aus dem Bereich, den man später „Country“ nennen sollte, Blues-Titel gespielt. Allerdings gelang es erst Rodgers, beide Elemente in einer bislang einzigartigen Weise zu verbinden: „He was the first singer clearly to establish the yodel as an echo and comment on the blues.“
Überwiegend nimmt man an, dass er im Zuge seiner Arbeit bei der Eisenbahn in Kontakt mit Afroamerikanern und ihrer Musik kam bzw. bereits während seiner Kindheit in Mississippi dahingehend beeinflusst wurde. So wird berichtet, dass er für die Wasserrationen der Gandy Dancers zuständig war, überwiegend schwarze Gleisarbeiter, die ihren Namen ihrem typischen Werkzeug, dem „Gandy“ verdankten, mit dem sie die Schienen auf das Gleisbett hoben. Die Zeile „Hey, little waterboy, bring that water round“ aus Muleskinner Blues (Blue Yodel No. 8) kann als Hommage an diese Zeit verstanden werden. Da die Gandy Dancers oft synchron arbeiten mussten, entwickelten sie typische viertaktige Gesänge, die ihrerseits von afroamerikanischen Traditionen beeinflusst waren. Von diesen Arbeitern soll Rodgers ihre Lieder und ihren typischen Slang gelernt haben, zudem sollen sie ihm das Spielen des Banjos beigebracht haben.
Außerdem muss er auf seinen Fahrten mit der Eisenbahn immer wieder auf umherziehende Musiker getroffen sein, von denen er im Austausch für eine Mitfahrgelegenheit neue Lieder gelernt hat. In der Literatur wird in diesem Zusammenhang auf The Davis Limited (1931) verwiesen, einen von Jimmie Davis’ Songs, in dem er eine solche Begebenheit beschreibt. Nach seinem Ausscheiden bei der Eisenbahn soll Rodgers ebenfalls von schwarzen Musikern in der Tenth Street von Meridian das Gitarrenspiel und den Blues gelernt haben. Zusammenfassend kann gesagt werden, dass Jimmie Rodgers die Blues-Songs der schwarzen Gleisarbeiter, die Schweizer Jodler und die Synkopen der „Pop“-Musik der 1920er Jahre in seinem Stil vereinigt hat.
Andererseits ist es aufgrund von Äußerungen seiner Ehefrau Carrie wahrscheinlich, dass er ebenfalls stark vom Vaudeville beeinflusst wurde, von dem er geradezu besessen gewesen sein soll. Insbesondere das Black Falsetto, das von afroamerikanischen Künstlern angewendete Brechen der Stimme während des Gesangs, hat seinen Stil offensichtlich beeinflusst.
Teilweise ist auch die Theorie aufgestellt worden, Rodgers habe seinen Stil von Emmett Miller gelernt. Belegbare Hinweise hierfür gibt es jedoch nicht. Millers Biograph Nick Tosches lässt die Frage ausdrücklich offen. Zwar hatte Millers damaliger vermeintlicher Partner Turk McBee behauptet, Miller und Rodgers hätten sich 1925 in Asheville (North Carolina) getroffen. Dies ist jedoch inzwischen widerlegt worden, es gibt sogar Zweifel daran, ob McBee wirklich mit Miller gearbeitet hat. Auch eine Begegnung im Juni 1927, als die Jimmie Rodgers Entertainers für einige Zeit bei WWNC in Asheville auftraten und Miller dort zur gleichen Zeit Gastspiele gab, kann nicht sicher nachgewiesen werden.
Unstreitig ist jedoch, dass beide schon lange vor Rodgers’ ersten Aufnahmen extensiv mit verschiedenen Shows durch die Lande getingelt waren, wo sie einer Vielzahl der unterschiedlichsten Einflüsse ausgesetzt waren. Es erscheint sogar möglich, dass beide von dem afroamerikanischen Sänger und Vaudeville-Star Bert Williams beeinflusst wurden, den sie, ausgehend von ihrem Background, gekannt haben müssen. Williams hatte gemeinsam mit seinem Partner George Walker schon um die Jahrhundertwende Aufnahmen in einem ähnlichen Stil gemacht und dabei auch jodelähnliche Laute von sich gegeben. Offen bleibt, ob Rodgers und Miller sich möglicherweise wirklich persönlich begegnet sind und ob einer der beiden vom anderen beeinflusst wurde. Abgesehen davon verwendet Miller in seinen Aufnahmen zwar einige Stilmittel, die sich bei Rodgers und anderen wiederfinden, es fällt jedoch schwer, darin eigenständige Jodler auszumachen, wie sie für das Blue Yodeling charakteristisch wurden. Im Gegensatz zu Rodgers war Millers Spezialität das Brechen der Stimme während des Singens, nicht die Jodler zwischen den Strophen.

### Siegeszug des Blue Yodeling
Der Erfolg von Rodgers’ erstem Hit löste einen bisher ungeahnten Jodel-Boom aus. Verantwortlich hierfür war nicht zuletzt die Tatsache, dass die einfachen Jodler von einem einigermaßen talentierten Sänger problemlos nachgeahmt werden konnten. Der afroamerikanische Musiker Herb Quinn, der in den 1920ern nahe Rodgers in Mississippi gelebt hatte, prägte den Satz, wonach jedermann, der Gitarre spielen konnte, auf einmal begann, wie Jimmie Rodgers zu jodeln. Überspitzt formuliert wurde das Jodeln in den 1930er Jahren geradezu zum Synonym für Country-Musik.
Zudem versuchten die verschiedenen Plattenfirmen aus finanziellen Aspekten, möglichst schnell eigene Sänger mit „Yodeling Blues“-Titeln auf dem Markt zu etablieren bzw. ihre Künstler zum Jodeln zu bringen. So ermutigte Ralph Peer Sara Carter, bei einigen Aufnahmen der Carter Family zu jodeln, und die Carters nahmen mehrere Duette mit Rodgers auf. Außerdem arrangierte Peer 1930 eine gemeinsame Aufnahme von Blue Yodel No. 9 mit Louis Armstrong an der Trompete und seiner Frau Lilian am Klavier.
Viele der frühen Rodgers-Imitatoren sind kaum mehr als eine Fußnote in der Geschichte der Country-Musik geblieben, wie etwa der damals 17-jährige Botenjunge Bill Bruner, der im Februar 1929 für den erkrankten Jimmie Rodgers einsprang und danach als „The Singing Messenger Boy“ mit Zelt-Shows umherzog. Ähnliches gilt für Rodgers’ Cousin Jesse Rogers, dem als Jodler nur geringer Erfolg beschieden war. Andere hatten mehr Glück.
Einer von ihnen war Gene Autrys langjähriger Freund und späterer Co-Star Frankie Marvin, der auf Anraten seines Bruders Johnny Marvin erst kurz zuvor ins Show-Geschäft gewechselt war. Er wollte eigentlich für das Plattenlabel Crown auf seiner Ukulele vorspielen, wurde aber von den Verantwortlichen gefragt, ob er auch jodeln könne. Jodeln sei sein zweiter Vorname, entgegnete er. Nach einem kurzen Test nahm er im Juni 1928 unter dem Pseudonym Frankie Wallace and his Guitar seine Version von T for Texas für insgesamt vier verschiedene Plattenlabels auf: Crown, Brunswick, Columbia und Edison.

#### Gene Autry
Die Marvin Brüder überzeugten den jungen Gene Autry davon, es ebenfalls mit diesem neuen Stil zu versuchen. Autry hatte sich zuvor erfolglos bemüht, während eines längeren Aufenthalts in New York City als Crooner Fuß zu fassen und bei Victor Lieder von Gene Austin und Al Jolson vorgesungen. Da er noch nie zuvor gejodelt hatte, begann er mit dem Üben. Zunächst kehrte er nach Tulsa, Oklahoma zurück, wo er bei dem Radiosender TVOO als „The Original Oklahoma Yodeling Cowboy“ auftrat. Nachdem er sich einen guten Ruf und eine breite Fan-Basis aufgebaut hatte, kehrte er nach New York zurück und nahm im Oktober 1929 für Columbia Rodgers’ Blue Yodel No. 5 auf.
Autrys erste Single war nur wenige Tage vor dem großen Börsenkrach erschienen. Er hatte jedoch den Vorteil, dass er von Columbias Billig-Labeln Velvet Tone, Diva und Harmony verlegt wurde, seine Fans sich somit für den Preis einer Rodgers-Platte (Victor) drei von Autry kaufen konnten, sogenannte „Dime Store Platters“. Von allen Rodgers-Imitatoren war Autry zudem derjenige, der sich am weitesten an sein Vorbild anzunähern vermochte, auf einigen Aufnahmen ist er kaum von Rodgers zu unterscheiden.
Während Autry also zunächst hauptsächlich Rodgers imitiert und auch Stücke anderer Interpreten gecovert hatte, begann er Ende 1930, eigene Lieder zu komponieren und seinen eigenen Stil zu finden. Dabei zeigte sich, dass er nicht nur Rodgers’ Jodler nachahmen konnte, sondern auch ein ausgeprägtes Gespür für den Blues hatte. Yodeling Hobo, Bear Cat Papa Blue oder Jail-House Blues sind nur einige seiner Eigenkompositionen, die zunehmend die Rodgers-Titel zurückdrängten.
Autrys erster Titel, den er nicht in diesem typischen Blues-Stil aufnahm, brachte ihm den großen Durchbruch: das sentimentale That Silver Haired Daddy of Mine, das er im Oktober 1931 gemeinsam mit Jimmy Long, seinem langjährigen Weggefährten aus Telegraphistentagen und Onkel seiner Ehefrau, eingespielt hatte. Wenn er auch weiterhin Blues-Nummern aufnahm, konzentrierte sich jedoch seit 1933 fast ausschließlich auf Cowboy-Titel, mit denen er schließlich neben Roy Rogers zum beliebtesten und kommerziell erfolgreichsten Singenden Cowboy aufstieg. Zwar hat er dort auch noch gelegentlich gejodelt, allerdings nicht mehr im ursprünglichen Stil.
Während dieser Zeit scheint Autry auch einen vollständigen Bruch mit seiner Vergangenheit als Minstrel- und Blues-Künstler vollzogen zu haben, insbesondere mit den anrüchigen Texten einiger seiner Aufnahmen. In seiner Autobiographie Back in the Saddle Again (1997) erwähnt er Jimmie Rodgers kein einziges Mal, auf entsprechende Fragen von Journalisten reagierte er zeitlebens ausweichend und relativierte später sogar Rodgers’ Einfluss auf seine frühe Karriere.

#### Cliff Carlisle

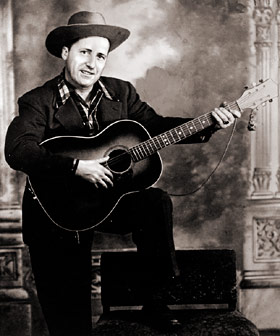
Cliff Carlisle (ca. 1934)

Der 1904 in Kentucky geborene Cliff Carlisle hatte sich schon während seiner Kindheit für die damals in den Südstaaten der USA sehr populäre Musik auf Hawaii begeistert. Er begann daher, Steelguitar zu spielen und ging später als einer ihrer großen Pioniere in die Geschichte ein. In den 1920er Jahren trat er gemeinsam mit seinem Partner Wilbur Ball in Vaudeville- und Zelt-Shows auf, wobei sie im Süden als Hillbillys auftraten und im Norden als Hawaiier. 1930 hatten sie eine feste Radio-Show bei WHAS in Louisville. Während dieser Zeit hatte Jimmie Rodgers seine ersten Erfolge und Carlisle erkannte, dass auch er ein begabter Jodler war. Er bewarb sich damit bei Gennett Records, die begeistert die Gelegenheit ergriffen, einen eigenen Jodler auf dem Markt zu platzieren. Gemeinsam mit Ball nahm Carlisle zahlreiche Coverversionen von Rodgers-Titeln auf, einer der ersten war der Memphis Yodel, der einerseits stilistisch deutlich an das Original angelehnt ist, sich andererseits aber auch aufgrund des hawaiischen Einflusses und Carlisles eigener Gesangsweise davon abhebt. 1931 machten Carlisle und Ball sogar zwei gemeinsame Aufnahmen mit Rodgers, unter anderem When the Cactus is in Bloom.
Im Laufe der Zeit fand Carlisle seinen eigenen Stil. Als „The Yodeling Hobo“ nahm er einen Mix aus traditionellen Balladen und Hobo-Nummern auf, aber auch zahlreiche Titel, die sich mit kontroversen Themen beschäftigten, die lange Zeit die Country-Musik prägen sollten. So war etwa sein Seven Years with the Wrong Woman aus dem Jahr 1932 einer der ersten Country-Songs, der sich mit dem Thema Scheidung befasste, Pay Day Fight von 1937 beschreibt die körperliche Auseinandersetzung eines Ehepaars um das Geld am Zahltag. Im Rückblick beschrieb er seine Musik als „a cross between hillbilly and blues – even Hawaiian music has sort of blues to it.“

#### Jimmie Davis
Ein weiterer Künstler, der am Anfang seiner Karriere von Rodgers inspiriert wurde, war der spätere zweimalige Gouverneur von Louisiana Jimmie Davis. Ende der 1920er Jahre arbeitete er als Lehrer am Dodd College in Shreveport. Als Nebenjob nahm er für den Radiosender KWKH in Shreveport und dessen Plattenlabel sentimentale Popsongs auf, sang aber auch im Blue-Yodel-Stil. Während dieser Zeit spielte er verschiedene Rodgers-Titel ein, daneben Eigenkompositionen im Blues-Stil, unterstützt von den Blues-Gitarristen Oscar Woods und Ed Schaffer. Einige dieser Titel enthielten für die damalige Zeit ungewöhnlich deutliche sexuelle Anspielungen, was dazu führte, dass Lieder wie Bed Bug Blues oder Red Nightgown Blues im Wahlkampf gegen ihn verwendet wurden, allerdings ohne Erfolg. Seine größten Erfolge hatte er jedoch als Interpret von Gospel-Songs und Pop-Balladen wie Nobody’s Darlin’ But Mine (1934) und You Are My Sunshine (1940).

#### Elton Britt
Ebenfalls von Jimmie Rodgers inspiriert wurde Elton Britt (1913–1972), der sein Vorbild jedoch in puncto Jodeltechnik bei weitem übertreffen sollte. Aufgewachsen in einer musikalischen Familie, eiferte er schon als Teenager Rodgers nach. In seiner Begeisterung soll er sich Rodgers bei einem von dessen Auftritte in der Round-Up-Show von Buffalo Bills Partner „Pawnee Bill“ in Oklahoma persönlich vorgestellt haben, wobei dieser ihm empfahl, nach Kalifornien zu gehen. Als die beiden später in Hollywood nochmals aufeinander trafen, soll Rodgers Ralph Peer empfohlen haben, Britt unter Vertrag zu nehmen, wozu es jedoch nicht kam.
Nach verschiedenen Stationen hatte Britt im Juni 1934 mit Chime Bells seinen ersten großen Erfolg als Solokünstler, am Klavier begleitet von Bob Miller, der das Lied komponiert hatte. Chime Bells ist exemplarisch für Britts Jodelstil und zugleich für einen gewissen Bruch mit dem Vermächtnis seines Vorbilds Rodgers. Bergseen und Glockengeläut thematisierend und stilistisch in einem 6/8-Takt gehalten, hat es nichts mit Blues oder gar Country zu tun, sondern erzeugt ein „eigenartiges europäisches Feeling“. Hauptsächlich jedoch diente es als Vehikel für Britt, um nach allen Regeln der Kunst sein Jodeln vorzuführen, das als „pyrotechnisch“ und „the world’s highest yodeler“ beschrieben wird. In der Tat gilt Britt neben Roy Rogers als der Jodler, der die komplexen, schnell gesungenen und sich überschlagenden Jodler zu Bestform brachte: „He set the gold standard.“ Sowohl Britt als auch Roy Rogers haben Jimmie Rodgers’ My Little Lady gecovert, das sich im Laufe der Zeit zur Bewährungsprobe für fortgeschrittene Jodler entwickelt hatte. Rodgers selbst hatte sich in seiner Version aus dem Jahr 1928 noch darauf beschränkt, im Refrain „Hady-ee, my little lady-ee“ die Wortendungen langzuziehen. Gleichzeitig brachte Britt es jedoch fertig, die Jodeldarbietungen nicht „in der Luft hängen“ zu lassen oder mit dem Inhalt des Liedes in Konflikt zu bringen, ebenso wie Rodgers, der aus diesem Grund den alpenländischen Stil abgelehnt hatte.
Seine größten Erfolge hatte Britt jedoch als Sänger von sentimentalen Pop-Balladen, nachdem ihm 1942 mit dem patriotischen Titel There’s a Star-Spangled Banner Waving Somewhere der endgültige Durchbruch gelungen war.

### Die nächste Generation
Während die zuvor genannten Künstler wie Autry, Carlisle und Davis, von Bill C. Malone als „the three greatest ‚imitators’ of Jimmie Rodgers“ bezeichnet, noch zu Lebzeiten und teilweise in persönlichem Kontakt zu Rodgers stehend gewirkt hatten, brachte Rodgers’ Vermächtnis auch nach seinem Tod 1933 einige der größten Stars der Country-Musik hervor.

#### Ernest Tubb
Einer von ihnen war Ernest Tubb. Aufgewachsen auf einer Baumwollfarm in Texas, lernte er im Sommer 1928 im Alter von 14 Jahren von seiner älteren Schwester Text und Melodie von In the Jailhouse Now. Allerdings konnte seine Schwester nicht jodeln. Erst ein Jahr später konnte er erstmals Aufnahmen von Jimmie Rodgers hören und begann daraufhin, dessen Platten zu sammeln und selbst zu jodeln.
Ende 1933 war Tubb auf der Suche nach Arbeit gemeinsam mit seinen Freunden Jim und Joe Castleman nach San Antonio umgezogen. Die Castlemans bildeten mit ihrem Bekannten Merwyn Buffington das Trio The Castleman Brothers, später stieß noch ihr Bruder Barney hinzu. Ihr Repertoire bestand hauptsächlich aus Western-orientiertem Material, dem Zeitgeist folgend spielten sie jedoch auch Lieder im Rodgers-Stil. Sie bekamen schließlich eine Sendung bei dem Radiosender KMAC, und hier hatte Ernest Tubb seinen ersten Radioauftritt als Gastsänger. Schnell wurde er zum regelmäßigen Begleiter der Castlemans, und kurz darauf konnte er für die Band eine weitere Sendung beim Konkurrenten KONO erreichen, diesmal allerdings unter seinem Namen.
Ungefähr im Frühjahr 1936 (das genaue Datum ist umstritten) nahm Tubb Kontakt zu Rodgers Witwe Carrie auf, um sie um ein Autogramm zu bitten. Aus dieser Begegnung entwickelte sich eine lange Freundschaft, über Carrie kam Tubb in Kontakt mit ihrer Schwester Elsie McWilliams, die für Jimmie Rodgers Lieder geschrieben hatte. Sie hatte einige Songs über Rodgers geschrieben, die Tubb nun verwenden konnte, etwa My Blue Bonnett Dream oder Jimmie Rodger’s Last Thoughts. Letzter wurde von der RCA in The Last Thoughts of Jimmie Rodgers umbenannt, in Anlehnung an The Passing of Jimmie Rodgers. Letztendlich bekam Tubb durch Carries Vermittlung einen Plattenvertrag mit RCA, seine erste Aufnahme hatte er jedoch nicht als Sänger, sondern als Gitarrist auf Carries Aufnahme von We Miss Him When the Evening Shadows Fall. Er selbst wurde namentlich nicht erwähnt, im Gegensatz zu Rodgers Gitarre, auf der er spielte.
Eine Mandeloperation beendete 1939 Tubbs Karriere als Jodler. Da er sich jedoch auch nicht vorstellen konnte, Jimmie Rodgers Lieder ohne Jodler zu singen, begann er verstärkt, einen eigenen Stil zu entwickeln und eigene Lieder zu schreiben, mit denen er schließlich als Ikone des Honky Tonk in die Geschichte einging.

#### Hank Snow
Der Kanadier Hank Snow war als Jugendlicher regelmäßig von seinem Stiefvater misshandelt worden. Um ihm zu entkommen, heuerte Snow auf einem Fischkutter an, der vor der Küste von Nova Scotia verkehrte. Dort unterhielt er die Mannschaft mit Gesangsdarbietungen, begleitet auf der Mundharmonika. Seine Mutter, die ihn schon als Kind ermuntert hatte, im Kirchenchor zu singen, schenkte ihm eine Victrola, einen tragbaren Phonographen zum Aufziehen, und einige Platten von Vernon Dalhart, an denen ihn besonders das Gitarrenspiel faszinierte. Um 1930 bekam er einige Platten von Jimmie Rodgers dazu, den er von da an begeistert imitierte.
Mit diesem Repertoire im Rücken bewarb er sich 1933 beim Radiosender CHNS in Halifax. Dort bekam er zwar eine eigene Sendung als „The Yodeling Ranger“, musste sich anfangs jedoch trotzdem mit verschiedenen Nebenjobs über Wasser halten. Im Laufe der Zeit konnte er sich im Nordosten Kanadas eine wachsende Fangemeinde aufbauen und im Oktober 1936 machte er für die kanadische RCA-Tochter Bluebird seine ersten Plattenaufnahmen, darunter das selbstkomponierte Lonesome Blue Yodel. 1944 wechselte er zum Sender CKCW in New Brunswick, wo er nun als „The Singing Ranger“ auftrat, da er das Jodeln größtenteils aufgegeben hatte. In den USA wurden seine Platten bis 1949 nicht veröffentlicht. Erst Auftritte in der Grand Ole Opry und sein Hit I’m Moving On brachten ihm dort den Durchbruch.

### Weitere Entwicklung
Schon Ende der 1930er Jahre hatte das Interesse des Publikums an der Hillbilly-Musik nachgelassen. Das Jodeln verschwand jedoch nicht völlig aus der öffentlichen Wahrnehmung, sondern wurde auch von Vertretern anderer Stilrichtungen übernommen, oft in Form von Coverversionen von Rodgers’ Liedern. Beispielhaft können der Blue Yodel No. 1 von Bob Wills mit Jodlern von Tommy Duncan oder die Aufnahmen des Mule Skinner Blues von Bill Monroe genannt werden. 1950 nahm Monroe den schneller gespielten New Mule Skinner Blues auf, eine von George Vaughn Horton (dem Bruder von Ralph Peers ehemaligem Partner und CMA-Vorsitzenden Roy Horton) unter dem Pseudonym George Vaughan textlich abgeänderte Version, die um die sexuellen Anspielungen und Hinweise auf den Konsum von Alkohol bereinigt wurde. Bei seinen Live-Auftritten verwendete Monroe jedoch meist die Originalversion.
1946 startete Bill Haley seine Karriere als „The Ramblin’ Yodeler“. Zu neuen Höhenflügen wurde das Jodeln von Slim Whitman geführt, der damit auch in den Pop-Charts erfolgreich war. Und auch Jerry Lee Lewis hat seit seinen Tagen bei Sun Records regelmäßig gejodelt, zu seinen besten diesbezüglichen Aufnahmen gehören Lovesick Blues (1958) und Waiting for a Train (1962).
Als letzter Interpret des „White Country Blues“ gilt Hank Williams, der zwar nicht explizit gejodelt, jedoch das Brechen der Stimme eingesetzt hat, so etwa in einer seiner berühmtesten Aufnahmen, dem Lovesick Blues (1949). Sein Sohn Hank Williams Jr. ist sich sicher, dass Hank Sr. den Lovesick Blues von Emmett Miller gelernt hat. Zwar hat Williams die Rechte an dem modifizierten Lied von Rex Griffin gekauft, hatte zuvor jedoch bereits Millers Version gehört, wobei unklar ist, ob dies persönlich oder auf einer Schallplatte war. Auch sein langgezogenes you-ooo auf I’d Still Want You erinnert deutlich an Miller. Ein weiteres Beispiel für Williams’ Ausflüge in diesen Stil ist der Long Gone Lonesome Blues.
Immer wieder wurde das Jodeln jedoch auch von bekannten Country-Stars aufgegriffen, oft als Hommage an Jimmie Rodgers. Zu ihnen gehören etwa Lefty Frizzell und Dolly Parton, die 1970 mit Mule Skinner Blues ihren ersten Top-10-Hit hatte.

### Gegenwart
In der modernen Country-Musik spielt das Jodeln praktisch keine Rolle mehr. Die Verantwortlichen legen großen Wert auf Fortschrittlichkeit und vermeiden jegliche Anklänge an ihr ehemaliges „Hillbilly-Image“. Es gibt jedoch Ausnahmen. 1998 erreichte die Band The Wilkinsons mit The Yodelin’ Blues Platz 45 der US-Country-Charts. Ins Bewusstsein einer breiteren Öffentlichkeit kam das Blue Yodeling erneut im Jahr 2000, als auf dem Soundtrack zu dem Film O Brother, Where Art Thou? ein Remake von Jimmie Rodgers’ In the Jailhouse Now veröffentlicht wurde. 2006 sorgte der Kinderstar Taylor Ware für Aufsehen, als sie es mit ihren Jodelliedern bis in die Top 5 der Talentshow America’s Got Talent schaffte. Vereinzelt wird auch noch das Brechen der Stimme als Effekt eingesetzt, etwa in LeAnn Rimes’ erstem Hit Blue (1996) oder Steve Holys Blue Moon (2000). Auch Dwight Yoakam neigt zum Brechen der Stimme, also einem starken, allerdings kunstvollen Kieksen, das immer den Ansatz eines traurigen Jodelns in sich trägt.
Anders sieht es im Bereich der traditionellen und der alternativen Countrymusik aus. Künstler wie der 2006 verstorbene Don Walser, Ed Burleson oder Jason Eklund benutzten das Jodeln auch, um sich dadurch deutlich gegen die Pop-Entwicklung in der Countrymusik nach Nashville-Ausrichtung zu stellen. Das Blue Yodeling wurde so bereits Mitte der 1990er Jahre zu einem Ausdruck klaren Protests gegen kommerzielle Strukturen: Im kommerziellen, radioorientierten New Country ist Jodeln praktisch undenkbar.
Wylie Gustafson von der Gruppe Wylie & the Wild West schrieb sogar ein Lehrbuch: How to Yodel: Lessons to Tickle Your Tonsils. Bei Auftritten der Band kommt es regelmäßig zu kleinen Jodelkursen, wobei Wylie das Publikum mit Grundkenntnissen versorgt und zum Jodeln animiert.
Es kann zudem ein stetiges Interesse an den alten Aufnahmen festgestellt werden, das sich in wissenschaftlichen Publikationen und einer Vielzahl von einschlägigen Samplern niederschlägt, wobei Letztere teilweise die Bezeichnung „Country Yodel“ verwenden.

#### Western Music
Sehr verbreitet ist das Jodeln noch bis zum heutigen Tag im Bereich der Western Music, allerdings unterscheidet sich der dortige Stil stark vom Blue Yodeling. Zwar nennen viele bedeutende Vertreter des Genres Jimmie Rodgers als Vorbild, ihre Jodeleinlagen sind jedoch weitaus ausgefeilter und extravaganter. Zudem fehlen dort die Blues-Elemente.
Gewissermaßen als Schnittstelle zwischen diesen beiden Welten fungierte der kanadische Sänger Wilf Carter, in den USA besser bekannt als „Montana Slim“. Etwa 1915 sah er als Kind während eines Viehtriebs in einer Show einen Schweizer Künstler, der sich „The Yodeling Fool“ nannte, und wurde vom Jodelfieber erfasst. Während seiner langen Karriere nahm er neben Hillbilly- und Hobo-Songs hauptsächlich Cowboy-Material auf und entwickelte seinen eigenen Jodel-Stil, das sogenannte „Three-in-one“- bzw. „Echo Yodeling“.

#### Australien
Daneben war und ist das Jodeln in der australischen Country-Musik sehr beliebt. Einer Studie zufolge wurde in zwei Drittel der für den Zeitraum zwischen 1936 und 1960 repräsentativen Titel gejodelt, und noch 1994 waren Jodel-Wettbewerbe in einschlägigen Kneipen weit verbreitet. Wie viele andere pflegte Australiens Country-Legende Slim Dusty in seiner frühen Karriere den Jimmie-Rodgers-Stil, nachdem ihm der Produzent Arch Kerr Anfang der 1940er Jahre gesagt hatte, er könne Country-Musik ohne Jodler nicht verkaufen. Bereits vor Dusty hatte Tex Morton in den 1930er Jahren als „The Yodelling Boundary Rider“ größeren Erfolg gehabt. Auch er wurde stark von Rodgers, aber auch von Wilf Carter und Goebel Reeves beeinflusst. Dabei passte er US-amerikanische Themen an die australischen Verhältnisse an, aus dem „Hobo“ wurden der „Bagman“, aus dem „Cowboy“ der „Boundary Rider“.

## Charakteristik
Unmittelbar nach Erscheinen von T for Texas war man sich nicht im Klaren, wie dieser neue Stil einzuordnen war. Victor hatte es als „popular song for comedian with guitar“ und Rodgers’ Stil als „grotesque“ beworben. Unübersehbar war jedoch die Anlehnung an afroamerikanische Traditionen, ein Kritiker bezeichnete ihn als „white man gone black“. In der Tat muss Rodgers ein besonderes Gespür für diesen Stil gehabt haben, was sich Cliff Carlisle zufolge auch in seiner ganzen Art niederschlug: „Jimmie, he reminded me more of a colored person, or a negro … than anybody I ever saw, in a way.“ So wird auch das lyrische Ich in Mule Skinner Blues, dessen erste Sätze auf ein Lied des Blues-Musikers Tom Dickson zurückgehen, als „shine“ angesprochen, einem abwertenden Ausdruck für Schwarze, der von „shoe shine“, dem Schuhputzer abgeleitet wird.
In umgekehrter Richtung wurde Rodgers’ Musik auch von Afroamerikanern geschätzt und als Inspiration verwendet, die ihn nach einer in der Literatur geäußerten Einschätzung zumindest teilweise geradezu zum „honorary negro“ gemacht haben könnten. Diese Assoziation ging sogar so weit, dass einige Historiker, denen Rodgers unbekannt war, seine Lieder als überlieferte Folk-Songs einordneten und in Bezug auf Blue Yodel No. 5 folgende Aussage machten: „As we have it here it is clearly a Negro blues song.“
Der Musikjournalist John Greenway hat in einem bereits 1957 erschienenen Aufsatz als Identifikationsmerkmale des Blue Yodeling ein situationsbezogenes und ein prosodisches, d. h., das Verhältnis von Wort und Ton betreffendes Muster herausgearbeitet. Häufig taucht der „rounder“ auf, der mit seinen Fähigkeiten als Liebhaber prahlt, gleichzeitig jedoch zutiefst verunsichert ist und ständig den „creeper“ fürchtet, der ihm seine Partnerin ausspannen will. Hierauf reagiert er mit Drohungen bzw. Gewalt und/oder der Versicherung, ohnehin jede andere Frau haben zu können. In formaler Hinsicht wird dies durch den Einsatz von „negro maverick stanzas“ erreicht, die – oft in zweideutiger Weise – Gewalt und Promiskuität thematisieren. In Blue Yodel No. 3 etwa folgt dem Misstrauen die Drohung auf dem Fuße: „Won’t you tell me, mama, where you stayed last night, ’cause your hair’s all tangled and your clothes don’t fit you right (…) The day you quit me, woman, that’s the day that you die.“
Verbunden werden die einzelnen Strophen durch die charakteristischen Yodel Refrains. Wenn schon die Verarbeitung der genannten Themen zu einer großen Emotionalität der Musik beitrug, so waren es doch die teilweise gequälten Jodelrefrains, die eine Atmosphäre von Einsamkeit und Verzweiflung hervorriefen.
Im Vergleich zu den alpenländischen Vorbildern waren die Blue Yodels einfacher strukturiert und konnten ohne große Anstrengungen nachgeahmt werden. Vermutungen, wonach dies auf Rodgers’ Unfähigkeit zu ausgefeilteren Jodlern zurückzuführen sein könnte, haben sich als falsch herausgestellt: Rodgers bevorzugte die einfacheren, an Melodie und Inhalt der Stücke angelehnten Jodler gegenüber den zwar künstlerisch hochwertigeren, jedoch oftmals abgehobenen Gegenstücken. Auf diese Weise bildete er eine Einheit aus Inhalt und Darbietung. In einem Brief an Gene Autry beklagte er sich im Frühjahr 1930, ein Veranstalter wolle ihn durch einen „friek (sic!) yodeler“ ersetzen, nachdem er krankheitsbedingt absagen musste. Gemeint war ein Schweizer Jodler. Im Hinblick auf die Eigenart des Blue Yodeling gab Cliff Carlisle an, der Unterschied etwa zu einem Schweizer Jodler bestehe darin, dass dieser mit der Zunge produziert werde, der Blue Yodel jedoch „down in here“, wobei er sowohl den Kehlkopf als auch das Herz meinte, gewissermaßen ein Sound „aus dem Bauch heraus“.
Für die vielen jungen Männer, die Rodgers nacheiferten, soll das Blue Yodeling ein Mittel gewesen sein, aufgestautes sexuelles Verlangen und Aggressionen abzulassen, ein Vorgehen, dem geradezu kathartische Wirkung zugeschrieben wird: „a non-verbal statement of youthful bravado, a catharsis, Whitman’s ‚barbaric yawp’.“ (Letzteres ist eine Anspielung auf Walt Whitmans Gedicht Song of Myself, wo es in der letzten Strophe heißt: “I too am not a bit tamed, I too am untranslatable/I sound my barbaric yawps over the roofs of the world.”) Dies haben sie möglicherweise auch als Bestätigung ihrer Männlichkeit aufgefasst, nachdem viele Männer sich in der Wirtschaftskrise sozial und wirtschaftlich „entmannt“ gefühlt haben müssen.
Stilistisch knüpfte Rodgers an die reiche musikalische Tradition in den Bereichen Blues und Folk-Musik an. Er verwendete oft das klassische 12-taktige Bluesschema („12 bar blues“), wobei die jeweils erste Zeile eines jeden Verses zweimal wiederholt wird. Außerdem griff er auf gängige Phrasen zurück, sogenannte Floating Lyrics bzw. Maverick Stanzas (teilweise auch Maverick Phrases). Der Begriff ‚Maverick‘ bezeichnete ursprünglich ein herrenloses Kalb ohne Brandzeichen, das vom Finder in seine Herde einverleibt werden konnte. Bei den Maverick Stanzas handelt es sich entsprechend um überlieferte Textzeilen bzw. -fragmente, die seit langem in einem bestimmten Umfeld in Umlauf sind und mit mehr oder weniger großen Veränderungen in die eigenen Texte eingebaut werden. Der Blues-Produzent Robert Palmer bezeichnete es später im Zusammenhang mit den Plagiatsvorwürfen gegen Led Zeppelin als Brauch des Blues, dass ein Sänger sich Verse aus mündlicher Überlieferung oder von fremden Aufnahmen „borgt“, sie anpasst und dann als seine Komposition verwendet. Ein Beispiel hierfür ist die Zeile „I can get more women than a passenger train can haul“ aus T for Texas. Sie tauchte bereits 1924 in Bessie Smiths’ Ticket, Agent, Ease Your Window Down auf, wobei sie allerdings „men“ statt „women“ sang. 1925 wurde sie von Papa Charlie Jackson in The Faking Blues und 1936 von Oscar „Buddy“ Woods in Don’t Sell It (Don’t Give It Away) verwendet. In entgegengesetzter Richtung tauchten auch Fragmente aus Rodgers’ Liedern in Kompositionen von schwarzen Blues-Musikern auf, so verwendete etwa Peg Leg Howell Teile aus Waiting for a Train und Blue Yodel No. 4 (1928) in seinem sechs Monate später erschienenen Titel Broke and Hungry Blues.
Besonders auffällig war bereits für die Zeitgenossen die Thematisierung von Sexualität und Gewalt. Schon T for Texas wurde von demselben Kritiker, der Rodgers als „white man gone black“ bezeichnet hatte, mit dem Attribut „bloodthirsty“ gekennzeichnet, besingt Rodgers doch, wie er seine untreue Thelma mit einer Pistole und ihren Liebhaber mit einer Schrotflinte erschießt: „I’m gonna shoot poor Thelma, just to see her jump and fall (…) I’m gonna shoot that rounder, that stole away my gal.” Auch mit dieser Beschreibung wurde ein Bezug zum Blues hergestellt, denn als “bloodthirsty” wurden während der 1920er in afroamerikanischen Zeitschriften gezielt jazzige Bluesnummern beworben, die eben die Tötung untreuer Gatten thematisierten. Erschienen war die Kritik in der Literaturzeitschrift The Bookmann, die sich an gebildete Weiße richtete, und sollte so das Überschreiten der Grenze zwischen den Genres andeuten, über alle Rassengrenzen hinweg.
Insbesondere aber die sexuellen Themen wurden ausführlich behandelt. Auffällig ist in diesem Zusammenhang zunächst die konsequente Bezeichnung von Frauen als „Mama“ und Männern als „Daddy“ oder „Papa“. Zwar erreichten die Texte nicht die explizite Deutlichkeit der heutigen Zeit, sondern versteckten sich hinter zunehmend gewagten Doppeldeutigkeiten. Schon Rodgers hatte in Pistol Packing Papa (1930) metaphorisch gesungen: „If you don’t wanna smell my smoke, don’t monkey with my gun.“ Cliff Carlisle ging noch deutlich weiter. Entsprechend einer damals üblichen Gepflogenheit wurden „schmutzige“ Themen oft mit Anspielungen aus dem Tierreich angedeutet, wie etwa im Shanghai Rooster Yodel (1931) oder Tom Cat Blues (1932). Besonders beliebt waren dabei Henne und Hahn, und wenn es im Tom Cat Blues (1932) um „cock“ und „pussy“ geht, bleibt es der Phantasie des Hörers überlassen, ob es sich dabei wirklich um Tiere handelt. In That Nasty Swing aus dem Jahr 1934 dient das Grammophon als Bezugspunkt: „Place the needle in that hole and do that nasty swing.“ Ein ähnlich suggestiver Titel ist Sugar Cane Mama (1934). Auch Gene Autry nahm in seinen frühen Jahren einige derartige Titel auf, etwa Wild Cat Mama, She’s a Low-Down Mama oder Do Right Daddy Blues (1931), in dem es heißt „You can feel of my legs, you can feel of my thighs, but if you feel my legs you got to ride me high.“ Im Gegensatz zu anderen brach Autry jedoch bereits kurz danach vollständig mit diesen „Smutsongs“.
Ein weiteres Merkmal der Blue Yodels sind die zahlreichen Bezüge zur Eisenbahn. Diese rühren einerseits von Rodgers’ Biographie her, andererseits sind sie Ausdruck einer Sehnsucht nach Weite und Unabhängigkeit und entsprechen auch den Erfahrungen, die zahlreiche Amerikaner während dieser Zeit als umherziehende Arbeitssuchende machten. Zudem passen sie in das Schema der damals sehr beliebten Bum Songs, die den Hobo zu ihrem Helden machten, zu nennen sind hier etwa H.O.B.O. Calling von Goebel Reeves oder I Don’t Work for a Living von Pete Wiggins.
Im Laufe der Zeit nahm die Bandbreite der behandelten Themen zu und reichte bis zu Novelty Songs wie Married Man Blues (1937) von Ernest Tubb oder Yodeling Mule (1939) von den Three Tobacco Tags. Besonders ungewöhnlich ist Jimmie Rodgers’ Duett mit Sara Carter The Wonderful City (1931), in dem das himmlische Jerusalem besungen wird. Es handelt sich dabei um das einzige religiöse Lied, das Rodgers aufgenommen hat.